# 河凤桥镇
河凤桥镇是中华人民共和国河南省信阳市商城县下辖的一个镇。2024年12月17日批准撤销河凤桥乡设立河凤桥镇，原辖行政区域和政府驻地不变。

## 行政区划
河凤桥镇下辖以下村级行政区划单位：
辛店村、河凤桥村、黄畈村、高桥村、立新村、八里滩村、十里头村、龙头桥村、莲花塘村、响塘岗村、田湾村、赵棚村、栏杆桥村、新楼村、新桥村、姚堰村、南司村、团结村、杨堰村和观音山村。